# Andrea Tonti
Andrea Tonti (Osimo, 16 febbraio 1976) è un dirigente sportivo ed ex ciclista su strada italiano.
Professionista dal 1999 al 2010, dal 2011 al 2014 è stato direttore sportivo per team italiani.

## Carriera
Passato professionista nel 1999 con la Cantina Tollo-Alexia Alluminio, squadra con cui ha gareggiato per tre stagioni, ha negli anni vestito anche le divise di Saeco, Lampre, Acqua & Sapone, Quick Step, Fuji-Servetto e Carmiooro-N.G.C.. In carriera ha ottenuto due vittorie, il Gran Premio Fred Mengoni e una tappa dell'Euskal Bizikleta, entrambe nel 2006; come gregario ha invece contribuito ai successi al Giro d'Italia di Gilberto Simoni nel 2003 e di Damiano Cunego nel 2004.
È stato per quattro volte nazionale italiano ai campionati del mondo (in un'occasione riserva), contribuendo ai successi in linea di Paolo Bettini nel 2007 a Stoccarda e di Alessandro Ballan nel 2008 a Varese. Annuncia il ritiro dall'attività agonistica nel gennaio 2011.

## Dopo il ritiro
Dopo il ritiro dalle corse Tonti rimane nel mondo del ciclismo come sport manager del team UCI Continental anconetano D'Angelo & Antenucci-Nippo per la stagione 2011. Nel 2012 e 2013 ricopre la figura di team manager nel team Nippo-De Rosa (ex D'Angelo & Antenucci), vincendo due Giri del Giappone, il Tour de Langkawi e conquistando oltre 40 gare in due anni. Nel 2014 è invece team manager e direttore sportivo della neonata squadra Continental Area Zero Pro Team.
Parallelamente alla sua attività di manager sportivo, crea e sviluppa Bike Division Tour Operator, società che si occupa di viaggi organizzati per ciclisti verso mete internazionali in cui si svolgono eventi legati al ciclismo, quali le Granfondo.

## Palmarès
- 1997 (Dilettanti)

Gran Premio Colli Rovescalesi
- 1998 (Dilettanti)

Gran Premio Coperte di Somma
Coppa Poggetto
- 2006 (Acqua & Sapone, due vittorie)

Gran Premio Fred Mengoni
2ª tappa Euskal Bizikleta (Arrigorriaga > Ispáster)

### Altri successi
- 2006 (Acqua & Sapone, una vittoria)

Due Giorni Marchigiana

## Piazzamenti

### Grandi Giri
- Giro d'Italia

2004: 29º
2005: 55º
2007: ritirato (3ª tappa)
2008: 33º
- Vuelta a España

2007: ritirato (19ª tappa)
2008: ritirato (18ª tappa)

### Competizioni mondiali
- Campionati del mondo

Salisburgo 2006 - In linea: riserva
Stoccarda 2007 - In linea: ritirato
Varese 2008 - In linea: ritirato
Melbourne 2010 - In linea: ritirato

## Riconoscimenti
- Premio alla carriera dell'Associazione Nazionale Ex Corridori Ciclisti nel 2012.